# Baie Terra Nova
La baie Terra Nova est une baie située en Antarctique.
Souvent libre de glace, elle mesure environ 64 km de long. Elle est située, sur la Terre Victoria, entre le cap Washington et la langue de glace Drygalski. Elle a été découverte par une expédition britannique, l'expédition Discovery (1901-1904) dirigée par Robert Falcon Scott. Scott la nomma du nom du navire de l'expédition, le Terra Nova. 
Trois bases scientifiques antarctiques sont situées dans cette zone : la base italienne Mario-Zucchelli, la station allemande Gondwana et la base sud-coréenne Jang Bogo.

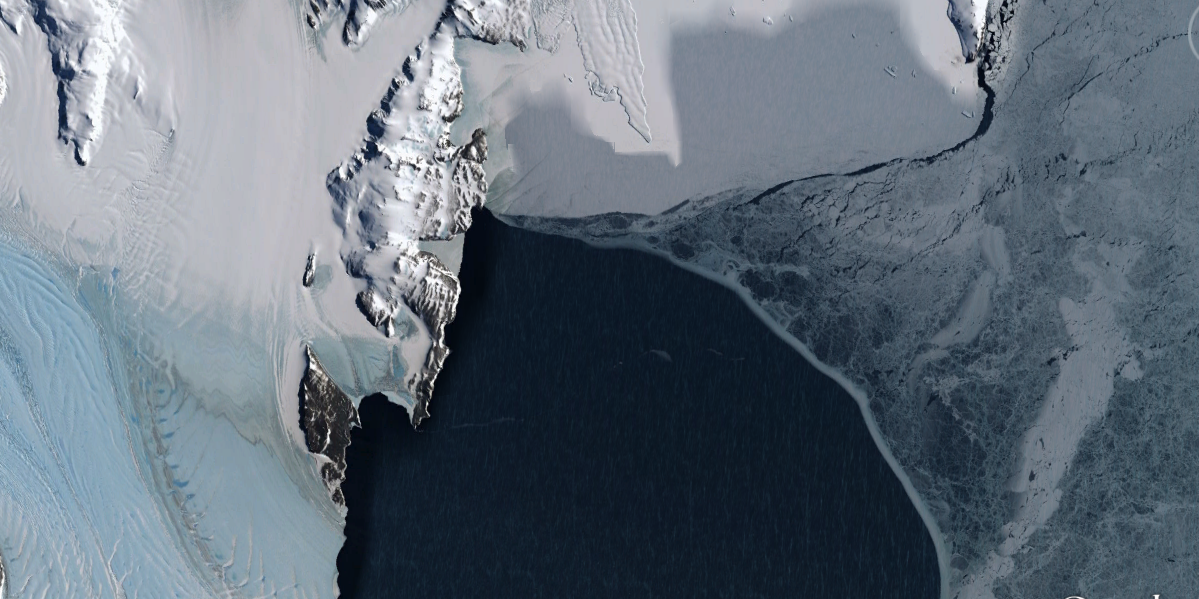
Baie Terra Nova d'un satellite de l'USGS.